# Mixxx
Mixxx es una aplicación de software libre para disc jockeys que permite hacer mezclas. Admite los formatos de audio MP3, Vorbis, Opus, AIFF, FLAC, MOD y mediante complementos se pueden reproducir otros formatos. Tiene la ventaja de ser un programa que puede ser usado tanto por novatos como por usuarios avanzados. Está disponible para GNU/Linux, Windows y Mac OS X.
Mixxx es una aplicación de libre distribución con una interfaz simple e intuitiva. Al igual que programas como Traktor Pro o Virtual DJ permite la posibilidad de sincronizar tiempos, perfeccionando la mezcla del disc jockey. Entre sus características existe la posibilidad de usar el programa con controladoras MIDI de marcas tan famosas como Pionner, Denon, Vestax Numark, Hercules DJ Console.

### Características Principales
- Hasta 4 vinilos virtuales para las mezclas
- Velocidad y control de distorsión de voz
- Beat Looping (Bucles)
- Sincronizado automático de BPM
- 64 samplers
- Efectos
- Envío a servidores de streaming como Shoutcast e Icecast

### Soporte para controladores MIDI y HID
- Pioneer DDJ-SB2,
- Numark Mixtrack Pro 3,
- Allen & Heath Xone K2,
- Hercules DJ Console Series

https://mixxx.org/wiki/doku.php/hardware_compatibility

### Control en tiempo real con tornamesas (discos de vinilo)
Mezcle su música digital con tornamesas reales, haga scratch real, para esto se necesita una tarjeta de sonido USB que tenga entrada para tocadiscos.